# Kierzno (województwo lubuskie)
Kierzno – osada w Polsce, w województwie lubuskim, w powiecie nowosolskim, w gminie Siedlisko.
Do 2023 miejscowość była przysiółkiem wsi Bielawy.
W latach 1975–1998 przysiółek należał administracyjnie do województwa zielonogórskiego.